# La Table
Pour les articles homonymes, voir La Table (homonymie).
La Table est une commune française située dans le département de la Savoie, en région Auvergne-Rhône-Alpes.

## Géographie

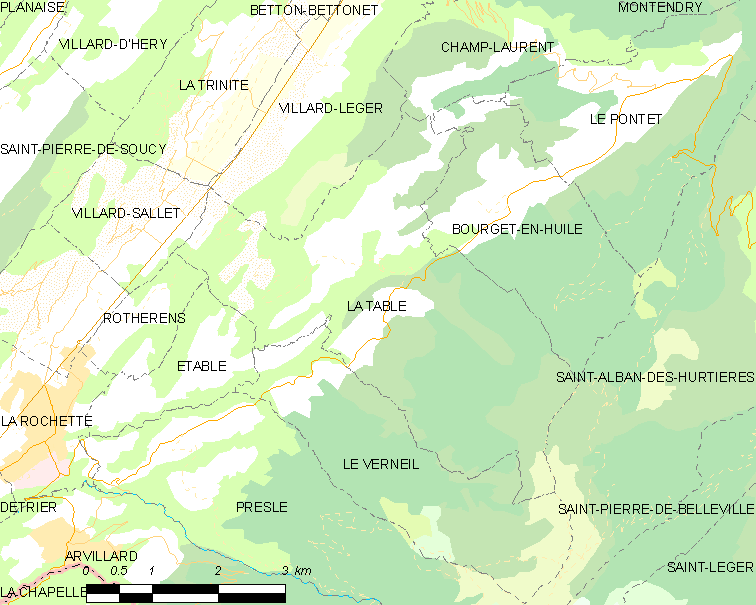
Territoire de La Table et les communes limitrophes.

La Table est une commune située dans la vallée des Huiles. Le chef-lieu de la commune se situe à 8 km de La Rochette et à 38 km de Chambéry, chef-lieu du département de la Savoie. La superficie de la commune est de 1 485 ha, dont une partie boisée.

## Urbanisme

### Typologie
Au 1er janvier 2024, La Table est catégorisée commune rurale à habitat dispersé, selon la nouvelle grille communale de densité à sept niveaux définie par l'Insee en 2022.
Elle est située hors unité urbaine. Par ailleurs la commune fait partie de l'aire d'attraction de Valgelon-La Rochette, dont elle est une commune de la couronne,. Cette aire, qui regroupe 13 communes, est catégorisée dans les aires de moins de 50 000 habitants,.

### Occupation des sols
L'occupation des sols de la commune, telle qu'elle ressort de la base de données européenne d’occupation biophysique des sols Corine Land Cover (CLC), est marquée par l'importance des forêts et milieux semi-naturels (74,4 % en 2018), une proportion sensiblement équivalente à celle de 1990 (74,9 %). La répartition détaillée en 2018 est la suivante : 
forêts (73 %), prairies (21,6 %), zones agricoles hétérogènes (4 %), milieux à végétation arbustive et/ou herbacée (1,4 %).
L'IGN met par ailleurs à disposition un outil en ligne permettant de comparer l’évolution dans le temps de l’occupation des sols de la commune (ou de territoires à des échelles différentes). Plusieurs époques sont accessibles sous forme de cartes ou photos aériennes : la carte de Cassini (XVIIIe siècle), la carte d'état-major (1820-1866) et la période actuelle (1950 à aujourd'hui).

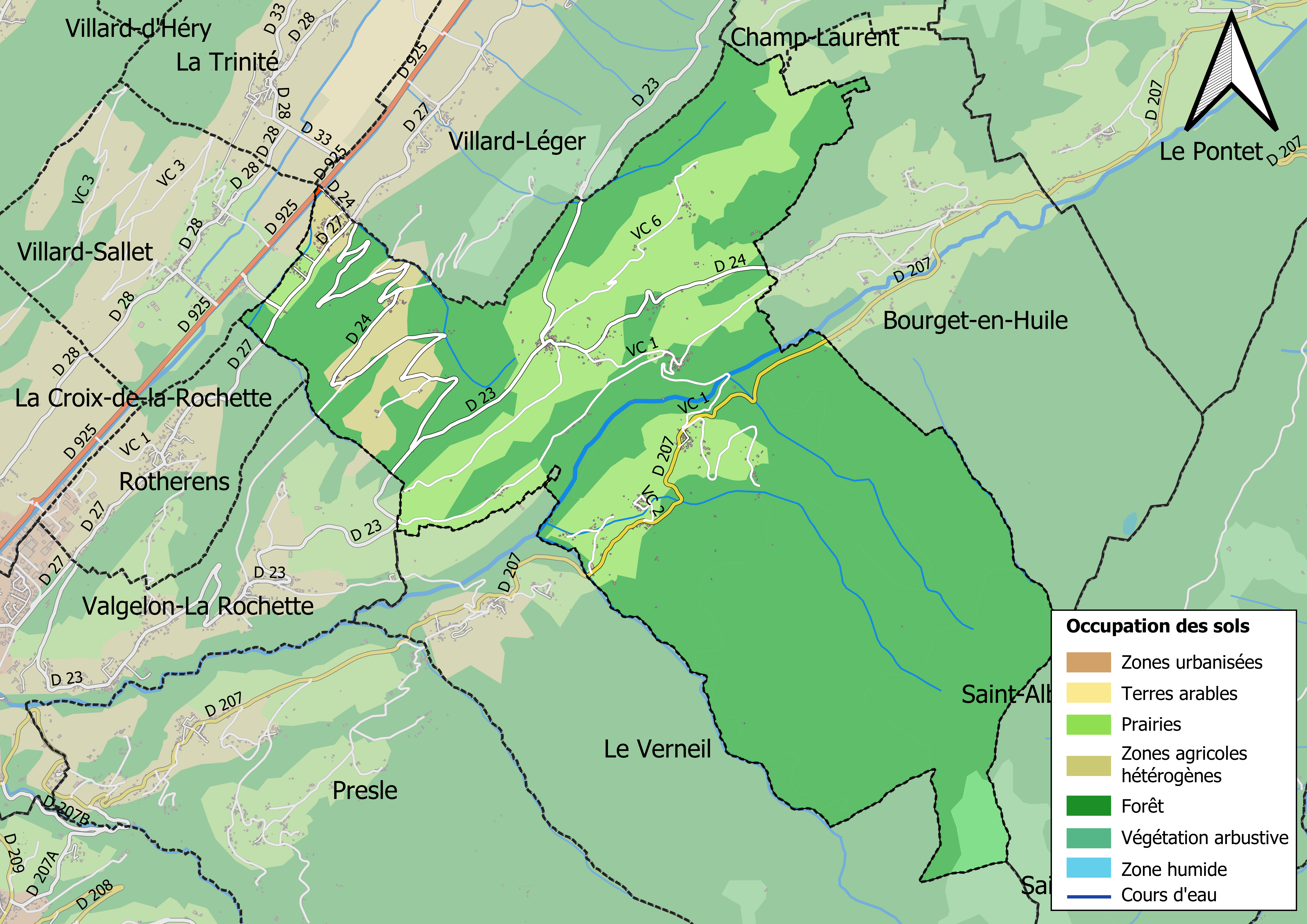
Carte des infrastructures et de l'occupation des sols en 2018 (CLC) de la commune.
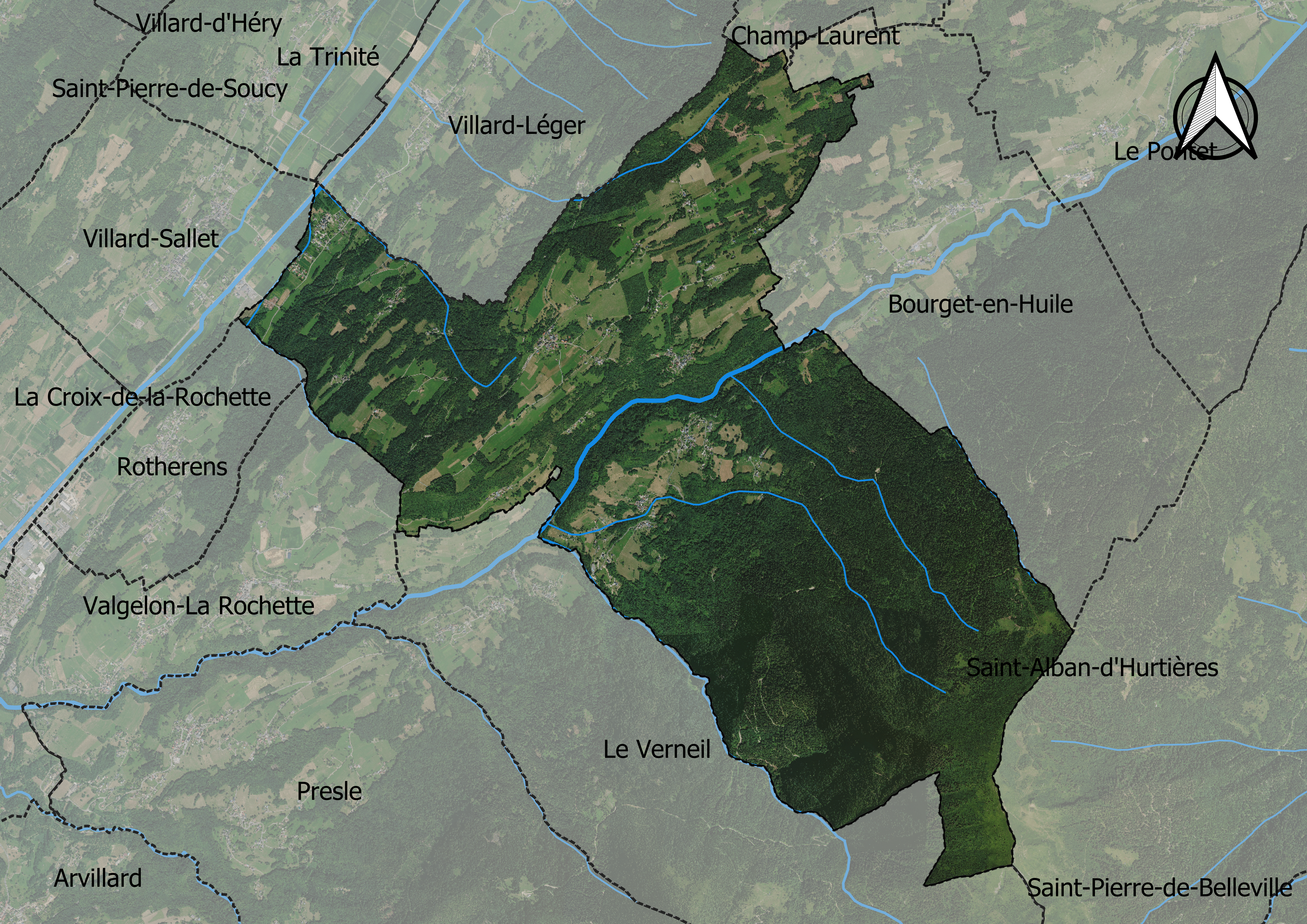
Carte orthophotogrammétrique de la commune.

## Toponymie
Dans les documents médiévaux, La Table est mentionnée sous les formes suivantes Ecclesia de Tabla (1103), de Tabula (1123), Ecclesia de Tabula (1153), Parrochia Tabula in monte Acus (1273), de Tabula (1298) ou encore La Table en Ullies (1728).
Le toponyme de La Table désigne dans ce cadre « un terrain plat, peu étendu ».
En francoprovençal, le nom de la commune s'écrit La Tâbla, selon la graphie de Conflans.

## Histoire
En 1597, lors de l’invasion de la Savoie, les troupes de Lesdiguières prennent puis détruisent le château d'Aiguille. Le château d'Aiguille, qui était le château des seigneurs de La Chambre, dominait la gorge du torrent du Gelon.

## Politique et administration
La commune est membre de la Communauté de communes Cœur de Savoie. Elle appartient au Territoire du Cœur de Savoie, qui regroupe une quarantaine de communes de la Combe de Savoie et du Val Gelon.
| Période                                  | Période       | Identité             | Étiquette | Qualité   |
| ---------------------------------------- | ------------- | -------------------- | --------- | --------- |
| mars 2001                                | décembre 2001 | Marc Pachoud         |           | Ingénieur |
| décembre 2001                            | mars 2008     | Guy Roybon           |           |           |
| mars 2014                                | En cours      | Jean-François Claraz |           |           |
| Les données manquantes sont à compléter. |               |                      |           |           |

## Démographie
Ses habitants sont appelés les Tablerains,.

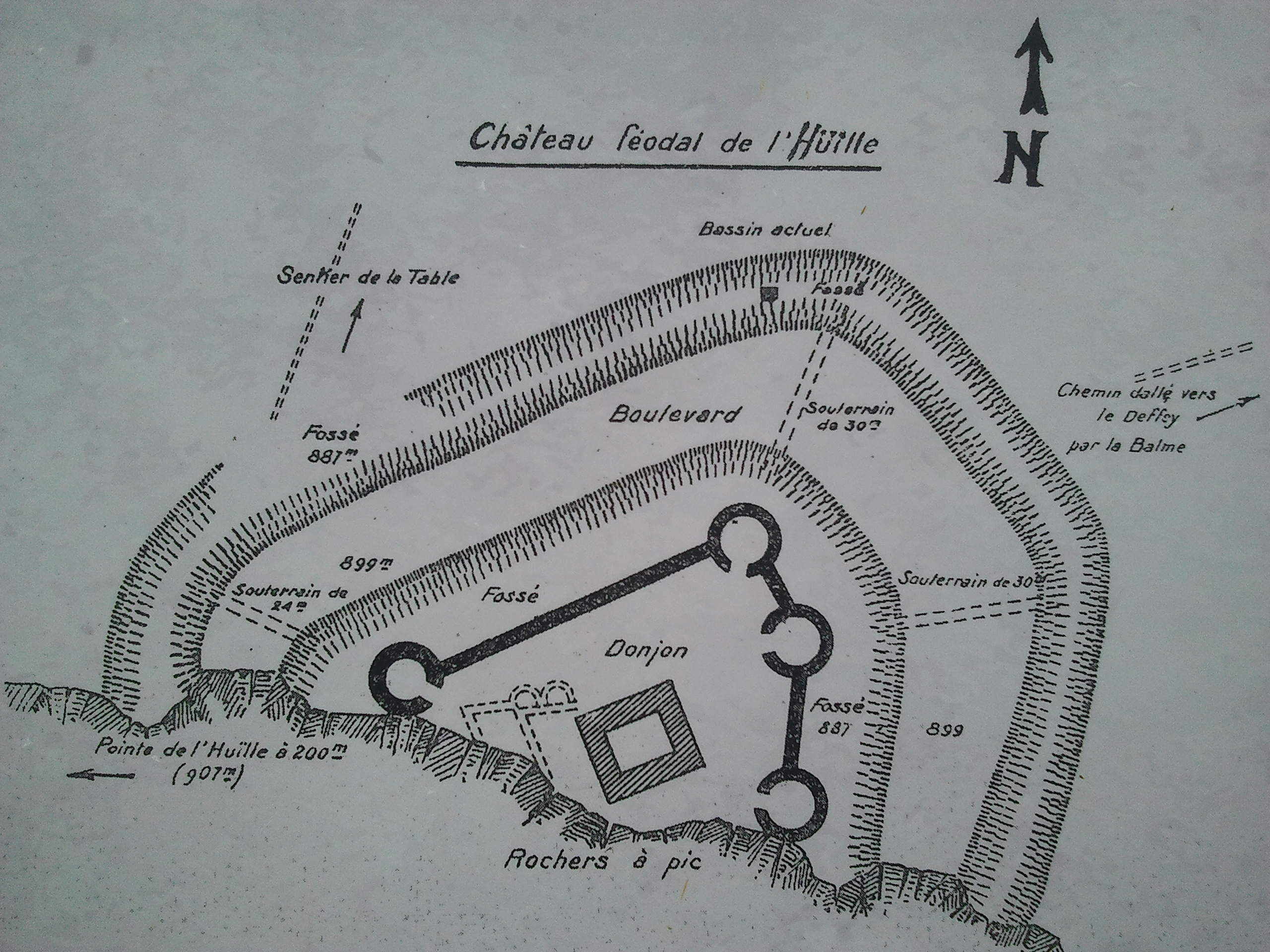
Plan du château de l'Huille par l'abbé Félix Bernard.

L'évolution du nombre d'habitants est connue à travers les recensements de la population effectués dans la commune depuis 1793. Pour les communes de moins de 10 000 habitants, une enquête de recensement portant sur toute la population est réalisée tous les cinq ans, les populations de référence des années intermédiaires étant quant à elles estimées par interpolation ou extrapolation. Pour la commune, le premier recensement exhaustif entrant dans le cadre du nouveau dispositif a été réalisé en 2008.

En 2022, la commune comptait 432 habitants, en évolution de −6,49 % par rapport à 2016 (Savoie : +3,63 %, France hors Mayotte : +2,11 %).
| 1793 | 1800  | 1806  | 1822  | 1838  | 1848  | 1858  | 1861  | 1866  |
| ---- | ----- | ----- | ----- | ----- | ----- | ----- | ----- | ----- |
| 992  | 1 004 | 1 208 | 1 275 | 1 329 | 1 237 | 1 197 | 1 158 | 1 084 |

| 1872  | 1876 | 1881 | 1886 | 1891 | 1896 | 1901 | 1906 | 1911 |
| ----- | ---- | ---- | ---- | ---- | ---- | ---- | ---- | ---- |
| 1 007 | 979  | 958  | 938  | 892  | 888  | 844  | 868  | 832  |

| 1921 | 1926 | 1931 | 1936 | 1946 | 1954 | 1962 | 1968 | 1975 |
| ---- | ---- | ---- | ---- | ---- | ---- | ---- | ---- | ---- |
| 637  | 566  | 518  | 453  | 400  | 350  | 275  | 237  | 197  |

| 1982 | 1990 | 1999 | 2006 | 2008 | 2013 | 2018 | 2022 | - |
| ---- | ---- | ---- | ---- | ---- | ---- | ---- | ---- | - |
| 186  | 211  | 253  | 341  | 366  | 441  | 435  | 432  | - |

## Culture locale et patrimoine

### Lieux et monuments
- Château de L'Huïlle, de L'Heuille, de Leuille, de l'Ulie, de l'Euille, de l'Uille, de Huile (aujourd'hui des Huiles) ou château de l'Ouille, dit aussi château de l'Aiguille[14],[15],[16]. Siège de la seigneurie des Huiles (Vallée des Huiles), il fut pris et rasé par les armées du roi Henri IV en 1600[17]. Cependant, les auteurs de l'Histoire des communes savoyardes (1983) indiquent que le donjon et les tours ne sont détruites que lors de l'invasion de 1630 par les troupes de Louis XIII[18].

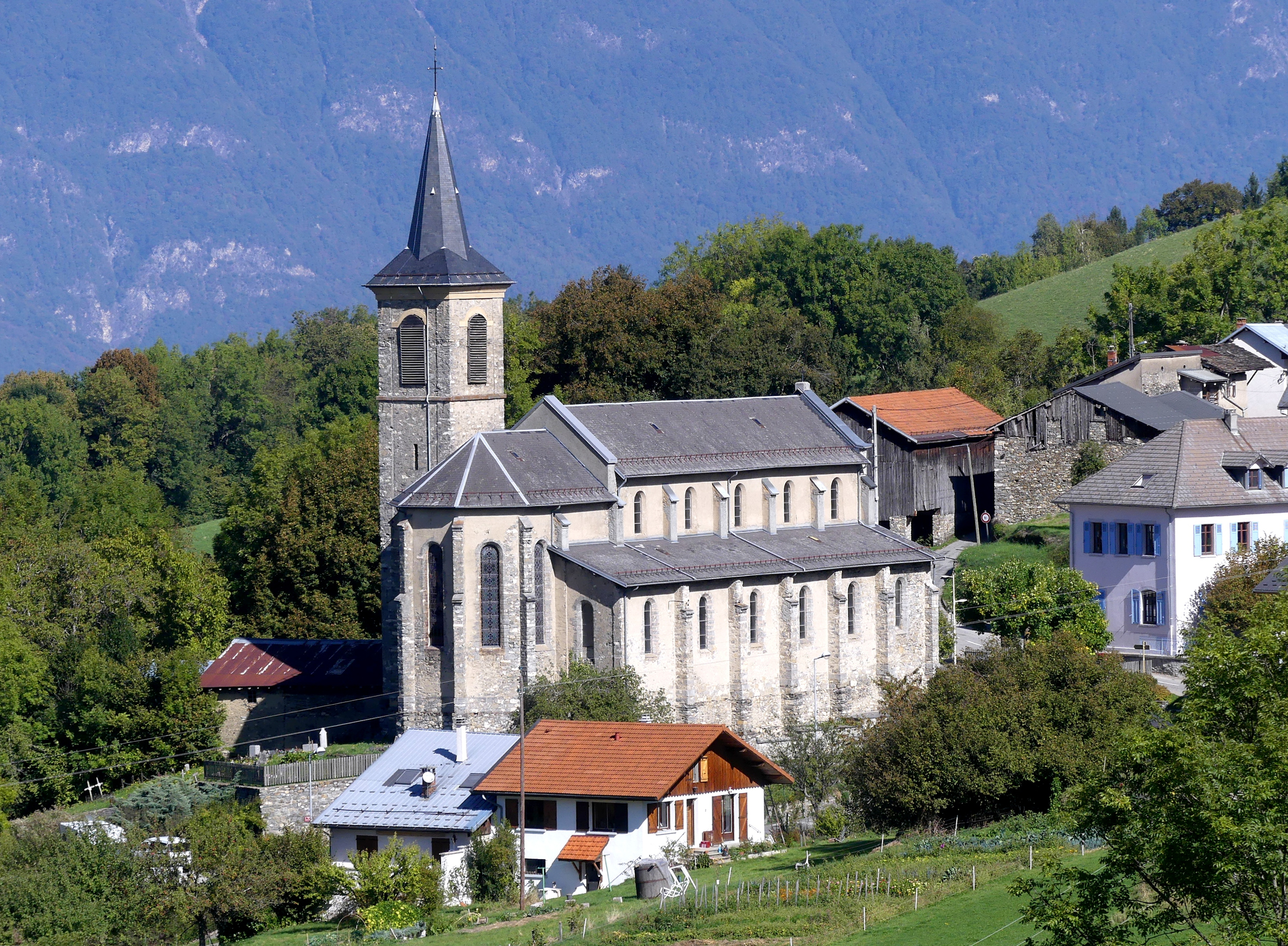
Église Notre-Dame de l'Assomption.

- Église Notre-Dame de l'Assomption

### Héraldique
| Blason de Table (La) | Blason  | Parti : au 1er d'azur à la fleur de lys d'or, au 2e gironné d'or et d'azur ; à la lettre capitale T de gueules brochant sur la partition. |
| Blason de Table (La) | Détails | Création de Jean-François Binon. Adopté par la municipalité.                                                                              |